# Pectotoma hoppingi
Pectotoma hoppingi är en skalbaggsart som beskrevs av Hatch 1965. Pectotoma hoppingi ingår i släktet Pectotoma och familjen ristbaggar. Inga underarter finns listade i Catalogue of Life.